# Spiroctenus pallidipes
Spiroctenus pallidipes is een spinnensoort in de taxonomische indeling van de bruine klapdeurspinnen (Nemesiidae).
Spiroctenus pallidipes werd in 1904 beschreven door Purcell.